# Солнечне (Багратіоновський район)
Со́лнечне (рос. Солнечное) — селище Багратіоновського району, Калінінградської області Росії. Входить до складу Гвардійського сільського поселення. Населення — 32 особи (2015 рік).